# Jelňa
Jelňa (rusky Ельня) je město ve Smolenské oblasti v Ruské federaci. Při sčítání lidu v roce 2010 měla přibližně deset tisíc obyvatel.

## Poloha a doprava
Jelňa leží na horní toku Desny, levého přítoku Dněpru. Vede přes ni trať ze Smolensku do Suchiniči.

## Dějiny
První zmínka o Jelně je z roku 1150. Městem je od roku 1776.
Při Napoleonově ruském tažení v roce 1812 byla Jelňa významným střediskem partyzánského odporu. Při následném protiútoku zde měl svoje velitelství Michail Illarionovič Kutuzov.
V oblasti probíhaly výrazné boje i za druhé světové války. V rámci první bitvy u Smolenska v roce 1941, která celkově skončila německým vítězstvím, se zde Rudé armádě zprvu podařila první úspěšná ofenzíva v rámci války. Němci později ale Jelňu obsadili a ustoupili z ní až 30. srpna 1943 v rámci druhé bitvy o Smolensk.